# Mahmud Afschartus

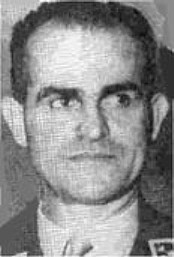
General Mahmud Afschartus

Mahmud Afschartus oder Mahmoud Afshartous (persisch محمود افشارتوس anhörenⓘ; * 1908 in Teheran; † 24. April 1953 ebenda) war ein iranischer General und Polizeichef von Teheran unter der Regierung von Premierminister Mossadegh. Mahmoud Afshartius wurde am 24. April 1953 entführt und auf grausame Weise ermordet.

## Leben

### Familiäre Herkunft

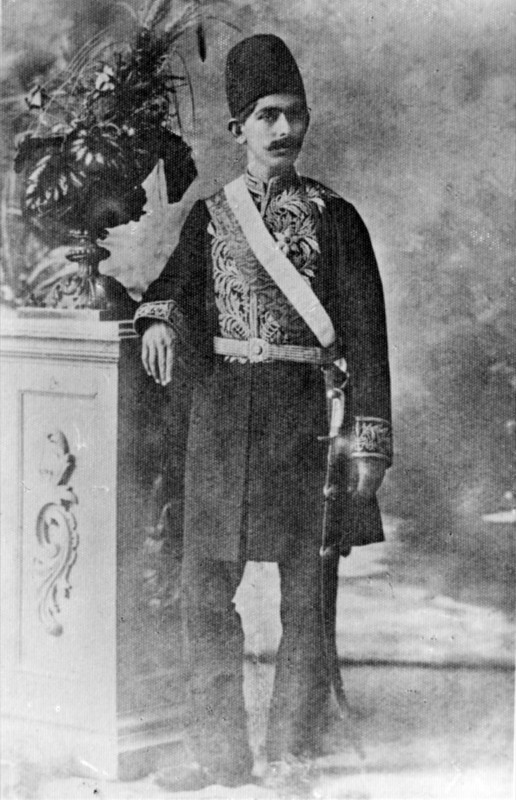
Hassan Khan 'Schebl as-Saltaneh'

Mahmud Afschartus entstammte einer alten iranischen Adelsfamilie, die mit den Kadscharen verwandt ist.
Sein Vater war Hassan Khan Afschartus (Qājār-Qovanlū) Schebl as-Saltaneh, der sechste Sohn des Amir Isa Khan Vali Ehtescham ad-Douleh, Sohn des Amir Mohammad Ghasem Khan Qājār-Qovanlū Amir Kabir und jüngster Bruder des Mehdi Gholi Khan Amirsoleymani Majd ad-Douleh. Schebl as-Saltaneh war somit der jüngste Spross des berühmten und einflussreichen Qovanlū-Zweiges des persischen Herrscherhauses der Kadscharen und ein Cousin mütterlicherseits von Naser ad-Din Schah. 
Seine Karriere bei Hofe begann als persönlicher Adjutant (pers. ağūdān-e hozūr-e homāyūnī) von Naser ad-Din Schah, durch den er auch seinen Adelstitel Schebl as-Saltaneh ("Löwenjunges der Monarchie") erhielt und den er auf einigen Reisen begleitete. Später hatte er verschiedene Verwaltungsposten inne, einschließlich desjenigen des Gouverneurs über den Stamm der Afşar aus der Stadt Tūs in der iranischen Provinz Chorasan. Die Familie seiner Mutter stammte von dort, und so wählte er für sich den Familiennamen "Afschar-Tus" bzw. "Afschartus", als 1930 Familiennamen im Iran gesetzlich eingeführt wurden.
Mahmud Afschartus' Mutter war Banu Fatemeh Soltan Khanom. Sie entstammte einer kurdisch-persischen Stammesführer- und Beamtendynastie. Ihr Vater Agha Mirza Zaman Khan Kordestani war aus Sanandadsch in der iranischen Provinz Kordestān an den Hof Naser ad-Din Schahs gekommen, wurde dort Truppenappellmeister (lashkar-nevis) und heiratete ihre Mutter Pari Soltan Khanom Pir-Bastami (Moayyeri), eine Nichte Naser ad-Din Schahs. Ihre Brüder Agha Mirza Ali Akbar Khan Zarrinnaal Nasr-e Laschkar und Mirza Ali Asghar Khan Zarrinkafsh machten ebenfalls unter den Kadscharen und späteren Pahlavi-Dynastie Karriere.
Mahmud Afschartus hatte sechs Brüder (Khan-Khanha, Mohammad Sadegh, Mohammad Bagher, Morteza, Mostafa und Ali Afschartus) und zwei Schwestern (Akhtar as-Saltaneh und Banu Ozma Afschartus). Die Familie heiratete sowohl in die Familien Amirsoleymani als auch Zarrinkafsh ein.
Mit der Pahlavi-Dynastie war Mahmud Afschartus durch Königin Turan Khanom Amirsoleymani (Qajar-Quvanlu) Qamar al-Moluk verwandt. Königin Turan war Reza Schah Pahlavis dritte Ehefrau und die Mutter von Prinz Gholam Reza Pahlavi; einerseits mit Afschartus' eigenem Vater verwandt und andererseits Cousine von Afschartus' Ehefrau Fatemeh Bayat, die wiederum eine Großnichte Mossadeghs war.

### Berufliche Laufbahn
Afschartus trat nach seiner Schulausbildung an der Nezam-Schule als junger Kadett in den Militärdienst ein und begann ein Studium an der Teheraner Militärakademie. 
1936 wurde er von General Karim Agha Khan Buzarjomehri Reza Schah Pahlavi vorgestellt, der ihn zum Verwalter der königlichen Ländereien (amlak-e saltanati) ernannte. Nach einer Beförderung zum Rang eines Generals (sartip) wurde er Chef eines Artillerie-Corps. 
Auch nach der Abdankung Reza Schahs setzte Afschartus seine militärische Laufbahn fort und wurde von Schah Mohammad Reza Pahlavi zum Militärgouverneur von Teheran ernannt. 
Am 23. Juli 1952 wurde General Afschartus von Premierminister Mossadegh zum Polizeipräsidenten berufen.

### Entführung und Ermordung
Der genauen Umstände des Todes von Mahmud Afschartus sind bis heute nicht geklärt. In den frühen fünfziger Jahren erschütterten zwei politische Morde den Iran, die Ermordung von General Hadsch Ali Razmara und die Ermordung von General Mahmud Afschartus. 
Als Premierminister Mohammad Mossadegh, der Anführer der National Front, aufgrund eines Ermächtigungsgesetzes per Dekret regierte, fürchtete eine wachsende Anzahl von Abgeordneten des iranischen Parlaments, dass die mit der Konstitutionellen Revolution erkämpften demokratischen Errungenschaften in Despotie enden würden. Die parlamentarische Opposition war der Überzeugung, dass sich Mossadegh mit der kommunistischen Tudeh-Partei verbünden würde, um die Monarchie im Iran abzuschaffen, er selber als Präsident regieren und der Iran letztendlich ein sowjetischer Satellitenstaat der UdSSR werden würde, vergleichbar den Satellitenstaaten Osteuropas. Die Abgeordneten wandten sich zunächst an Schah Mohammad Reza Pahlavi, dass er Mossadegh absetzen solle. Der Schah erklärte, dass ihm die Verfassung dazu keine Handhabe gebe, da nur das Parlament dem Premierminister das Vertrauen entziehen könne. 
General Afschartus wurde von Hossein Khatibi am 20. April 1953 entführt, gefoltert und erdrosselt. Nach dem Tod von Mahmud Afschartus wurden Behauptungen laut, dass sich die Putschisten um Zahedi im Haus von Mozaffar Baqai getroffen und die Beseitigung von Mossadeghs Polizeichef besprochen hätten. Khatibi behauptete nach seiner Festnahme, dass bei Afschartus Dokumente gefunden worden wären, mit denen die Inhaftierung aller CIA-Agenten im Iran angeordnet hätte werden sollen. Baqai hatte allerdings stets bestritten, etwas mit der Entführung und Ermordung General Afshartus zu tun gehabt zu haben.